# Hulster Nieuwlandpolder
De Hulster Nieuwlandpolder is een polder ten noordwesten van Hulst, behorende tot de Polders van Stoppeldijk en Cambron.
Het betreft een herdijking van de Nieulantpolder, in de Middeleeuwen ingedijkt door de monniken van de Abdij van Cambron, maar door de inundatie van 1585 in de golven verdween.
De polder is ongeveer 200 ha groot en werd bedijkt in 1707. De zuidwestelijke dijk (Hulster Nieuwlanddijk) werd, op advies van Menno van Coehoorn, zo uitgevoerd dat de laatste 750 meter recht naar het noordwestelijk ravelijn van de vesting Hulst zou wijzen. Hier loopt ze parallel mat de Oude Haven, de voormalige haventoegang van Hulst via het Hellegat.